# Malves-en-Minervois

Malves-en-Minervois este o comună în departamentul Aude din sudul Franței. În 1 ianuarie 2022 avea o populație de 880 de locuitori.